# Pannonia 156
A Pannonia 156 háztartási varrógép, melyet a magyar Weiss Manfréd Acél- és Fémművek gyártott az 1950-es években.

## Leírása
Háztartási cikk-cakk huroköltéses varrógép, mely fejének elejében izzó helyezkedik el. Felszerelhető motorral is.
Feje az ötvenes-hatvanas évek gömbölyded modernizmusát képviseli, nem tartalmaz díszítőelemeket. Fém táblára van ráírva a neve, törzsére arany számokkal osztálya, feje általában kétszínű (babakék, sötétbarna, zöld, élénkkék vagy homokszín). Asztala fa, kétfiókos, fa- vagy csőlábakkal, fa- vagy fémpedállal, a varrógépfej behajtható az aszalba. A pedálon olvasható a WM vagy RM felirat, mely a gyártóra utal.